# 白山公園 (新潟市)
白山公園（日语：はくさんこうえん）是一個位於日本新潟島中央，新潟縣新潟市中央區一番堀通町地先的公園。白山公園是1873年按太政官布告所建立的日本最初的25個都市公園之一，被選入日本都市公園100選。白山公園地處白山神社東側，南側經由空中庭園和信濃川やすらぎ堤相接，面積約7公頃。白山公園是新潟市的地標之一。

## 外部連結
- 白山公園（新潟市 土木部公園水辺課） （页面存档备份，存于）